# جايسون كلير
جايسون كلير (بالإنجليزية: Jason Clare)‏ هو سياسي أسترالي، ولد في 22 مارس 1972 في سيدني في أستراليا. حزبياً، نشط في حزب العمال الأسترالي.

## مناصب
- انتخب Minister for Defence Industry and Capability Delivery [الإنجليزية]‏ (14 سبتمبر 2010 – 14 ديسمبر 2011).
- انتخب Minister for Defence Industry and Capability Delivery [الإنجليزية]‏ (1 مارس 2012 – 4 فبراير 2013).
- انتخب وزير الشؤون الداخلية (أستراليا) (14 ديسمبر 2011 – 18 سبتمبر 2013).
- انتخب وزير العدل [الإنجليزية]‏ (14 ديسمبر 2011 – 18 سبتمبر 2013).
- انتخب عضو مجلس النواب الأسترالي عن دائرة Division of Blaxland [الإنجليزية]‏ وقد انضم خلال فترته النيابية (24 نوفمبر 2007 – )  للكتلة البرلمانية حزب العمال الأسترالي.